# La hora del lonchecito
La hora del lonchecito es un programa radial de Perú transmitido a través de Radio La Inolvidable y conducido por Koky Salgado. El programa emite «música del recuerdo», es decir, canciones de la época de la nueva ola del Perú, así como clásicos de la balada romántica en español.

## Historia
En 1976, durante el Gobierno Revolucionario de la Fuerza Armada, en Radiomar, que se trasmitía por frecuencia AM, quedó un espacio vacío en la programación entre las 5 y las 6 de la tarde. Uno de los miembros fundadores de la emisora radial, Wilmer Salgado Bedoya, padre de Koky Salgado, organizó una reunión con los locutores para llenar el hueco en la parrilla. El locutor Eduardo Urbina Moya propuso que el espacio se denomine «La hora del lonchecito», haciendo alusión al lonche, una merienda que se suele tomar en Perú entre las 5:00 p.m. y las 7:30 p.m.
Eduardo Urbina, conocido como Primo Koko, fue el primer presentador. El programa pasó por diversos vaivenes, llegando a desaparecer. En el año 1999 Koky Salgado retomó el proyecto y la conducción en Radiomar, eligiendo la canción «Legata a un granello di sabbia» (1961) del italiano Fausto Papetti como sintonía principal. Posteriormente, el 11 de agosto de 2003, el programa pasó a la parrilla de La Inolvidable en la FM.